# Snemanden (film fra 2017)
 For alternative betydninger, se Snemanden. (Se også artikler, som begynder med Snemanden)
Snemanden er en britisk spillefilm instrueret af Tomas Alfredson og cinematografi af Dion Beebe og baseret på romanen Snemanden af Jo Nesbø.

## Medvirkende
- Michael Fassbender som Harry Hole
- Rebecca Ferguson som Katrine Bratt
- Charlotte Gainsbourg som Rakel
- J.K. Simmons som Arve Støp
- Chloë Sevigny som Sylvia Ottersen
- Ronan Vibert som Gunnar Hagen
- James D'Arcy som Filip Becker
- Jamie Clayton som Edda
- Toby Jones som Gert Rafto
- David Dencik som Idar Vetlesen
- Jakob Oftebro som Skarre
- Jonas Karlsson som Mathias Lund-Helgeson